# La Salle-Prunet
La Salle-Prunet – miejscowość i dawna gmina we Francji, w regionie Oksytania, w departamencie Lozère. W 2013 roku jej populacja wynosiła 186 mieszkańców. Przez miejscowość przepływa rzeka Mimente. 
W dniu 1 stycznia 2016 roku z połączenia dwóch ówczesnych gmin – Florac oraz La Salle-Prunet – utworzono nową gminę Florac Trois Rivières. Siedzibą gminy została miejscowość Florac. 